# Petaca Chico
Petaca Chico SL (Conil de la Frontera, 1993) es una empresa española que se dedica a la compra, distribución y exportación de pescados y cefalópodos, frescos y congelados.

## Historia
La empresa fue fundada en 1993, por la familia Muñoz Brenes (Pedro, Juan de Dios y José), los hijos de un pescadero (Juan de Dios Muñoz) de la plaza (el mercado de abastos) de Conil de la Frontera y, hoy en día, ofrece productos como mayorista a 29 países. Los tres hermanos permanecen aún como socios dentro de la empresa y Pedro Muñoz Brenes ejerce de CEO de la compañía.
Fue el propio Pedro Muñoz el que se lanzó, en los años 80, a dar servicio a las almadrabas de la zona de la costa gaditana y La Janda, comercializando el atún que se pescaba en los meses de abril/mayo a julio, en lo que se conoce como la levantá (el momento en el que se levantaban las redes de la almadraba tras unas semanas en el recinto) entre los mercados de la zona.
A mediados de los años 80 dio el salto a Marruecos, empezando a importar pulpo y calamar y, por aquel entonces, junto a Ricardo Fuertes, plantaron su primera almadraba en Marruecos. En 1993 se funda la empresa.
Continuaron importando y comprando el pescado de las almadrabas de Marruecos para, en 2007, hacer una oferta por la almadraba de Barbate (una de las cuatro almadrabas de la provincia de Cádiz, en horas bajas en aquella época).
Marcelo Monge Gimeno entró a dirigir la compañía en 2017, tras estar desde el 2012 como comercial.
En 2021 abren sus primeros stands comerciales en los centros de El Corte Inglés.

### Nombre
El nombre de Petaca Chico viene de una costumbre muy arraigada en Andalucía: los motes. A los primos de la familia Muñoz los llamaban "Los Petaca" y, para diferenciar a Pedro Muñoz, uno de los hermanos fundadores de la empresa, le llamaban "Petaca Chico".

## Cifras económicas
Con una media de 550 empleados en el último año (con picos de 700 empleados entre sus empresas y, si suman los auxiliares, más de 1000 personas), Petaca Chico SL se encuentra entre las 10-15 empresas con mayores números de facturación de los últimos años en la provincia de Cádiz, tras las grandes petroleras del Campo de Gibraltar, las empresas auxiliares de la fabricación de aviones de Cádiz y Puerto Real, las bodegas de la campiña jerezana (Osborne, Williams & Hambert) y los operadores logísticos del Puerto de Algeciras (Dragados).
El 30% de su facturación corresponde a la exportación (pulpo y atún yellowfish), el 10% a la comercialización del atún rojo de almadraba.
En 2014 la empresa facturó un total de 27 millones, en 2018 logró una facturación de 51 millones y, las últimas cuentas presentadas en el Registro Mercantil y disponibles son las del 2022 en las que eleva las ventas de Petaca Chico SL a 111 122 815 eurostriplicando los beneficios previos al Covid-19. Los beneficios del 2023 ascendieron a 9 028 523 euros, dejando atrás los 6.8 millones del 2021 o los 1,2 millones de euros del 2019.

## Productos, instalaciones y procesos
A día de hoy, cuenta con cuatro almadrabas, plantadas en España, Portugal (dos en el Algarve) y Marruecos además de tres fábricas, en las que transforma el producto y con las instalaciones de ultracongelado en la Zona Franca de Cádiz en el que pueden almacenar casi cuatro millones de kilos de pescado.
Tienen una flota de tres barcos de anzuelo con base en el puerto de Tánger, a través de una sociedad hispano marroquí, para pescar merluza y la palometa. Son socios prioritarios de sendas empresas locales en Marruecos y Mauritania para importar pescado, a las que compran toda su producción.
Sus productos llegan tanto al mercado nacional como internacional a través de las exportaciones,el ultracongelado a -60º y a la logística de, entre otros, Prodesco. Para facilitar la conserva del pescado fresco tienen una fábrica propia de hielo que les permite producir 10 toneladas diarias.
A sus piezas en fresco y ultra congelado se unen una línea de conservas y salazones de huevas y mojama, vendidas a través de sus establecimientos al por menor.
Entre su estrategia de diversificación crearon en 2019 "Cooking Almadraba", un restaurante especializado en el atún y en colaboración con el Restaurante Juan María y el cocinero Mauro Barreiro con el que llevaban varios años trabajando.

## Marcas
- Jamón del Mar
- Almadraba Experience[17]
- Almadraba de Petaca Chico
- Shopping Almadraba[18]
- Pulpo Sur[18]
- Cooking Almadraba

## Premios y galardones
- Pyme de Andalucía (Carrefour, 2023)[19]
- Premio a la promoción turística de Conil (Ayuntamiento de Conil, 2016)[20]
- Premio Familia-Empresa (BBVA San Telmo, 2021) [21]

## Patrocinios
El club es uno de los patrocinadores del Cádiz CF. Además patrocina diferentes ferias gastronómicas y pruebas deportivas como las carreras de caballo en la playa de Zahara de los Atunes.